# Agathidium arcticum
Agathidium arcticum är en skalbaggsart som beskrevs av Thomson 1862. Agathidium arcticum ingår i släktet Agathidium, och familjen mycelbaggar. Arten är reproducerande i Sverige.